# Natural Born Wesen
Natural Born Wesen (conocido en Latinoamérica como El Consejo Wesen) es el décimo cuarto episodio de la segunda temporada de la serie de televisión estadounidense de drama/policíaco/sobrenatural/Fantasía oscura: Grimm. El guion principal del episodio fue escrito por Thomas Ian Griffith en conjunto con Mary Page Keller, y la dirección general estuvo a cargo de Michael Watkis. 
El episodio se transmitió originalmente el 16 de marzo del año 2013 por la cadena de televisión NBC. En América Latina, el canal Universal Channel Latinoamérica estreno el episodio el 15 de julio del mismo año aproximadamente a cuatro meses de su estreno original con subtítulos y doblaje al español estándar disponibles. 
En este episodio Nick, Hank, Monroe y Rosalee tienen que encontrar la manera de atrapar a un trío de ladrones que están utilizando sus verdaderas formas para proteger sus identidades en asaltos a bancos; rompiendo en el proceso la ley más antigua y honorable que tienen los wesen. Mientras tanto Juliette comienza a recuperarse lentamente de su hechizo aunque con algunos efectos secundarios. 

## Argumento
Nick se recupera de su colapso tras haber bebido el proceso de purificación y con una muestra de su sangre, Rosalee y Monroe le dan a Renard y a Juliette una poscima que se encargará de curarlos de sus sentimientos artificiales. Poco después la veterinaria procede a retirarse a su hogar, pero al hacerlo esta comienza a sufrir de terribles alucinaciones como ver un enorme cráter en la sala de su casa, escaleras interminables y su celular soltando algunas chispas,  las visiones la desorientan y asustan tanto hasta el grado en el que esta no puede subir a su habitación y se queda en la sala toda la noche.    
Mientras tanto Monroe va al banco para depositar dinero en su cuenta, pero las cosas se complican cuando el lugar recibe el asalto de tres Wesen completamente transformados, los cuales aprovechándose de sus verdaderas formas consiguen cumplir el delito sin ser identificados. En otra parte de Portland, Nick le explica un poco Hank de la importancia de la llave mapa que está bajo su custodia, hasta que los dos detectives reciben una llamada para investigar el robo. En el lugar Monroe se acerca a los dos y con ayuda de unos documentos encontrados en el tráiler de la tía Marie, el Blutbad les explica que algo terrible ha sucedido: el código de los wesen ha sido roto, una ley antigua de las criaturas que está diseñada con un solo objetivo, evitar que las personas descubran la existencia de los wesen y que eventualmente esto cause una exterminación de la especie. Monroe también señala que si no consiguen solucionar está situación, las comunidades Wesen van alterarse mucho y que eventualmente eso solo causará más problemas para la humanidad.   
Al regresar a la comisaría, Nick tiene una conversación con el capitán Renard, donde los dos llegan al arreglo de empezar una alianza para evitarse más conflictos entre los dos. Poco después el semi hexenbiest le comenta que lo rescató de muchas situaciones de las que no estuvo consiente y procede a revelarle que confía más en él que en su propia familia real, quienes no se detendrán ante nada con tal de conseguir las llaves. Al anochecer Nick y Hank acompañan a Monroe a un bar para wesen para averiguar un poco sobre los ladrones que rompieron el código. Dado que es un lugar donde solo se admiten Wesen, Monroe entra solo, pero eventualmente termina siendo expulsado del mismo lugar, luego de haber tenido una riña con los mismos ladrones que se encontraba investigando. Aunque los tres van a la tienda de Rosalee para intentar descifrar el paradero de los criminales, Monroe se abstiene de revelarle a sus amigos humanos sobre la existencia del consejo Wesen.  
A la mañana siguiente Nick y Hank investigan la posible guarida de los ladrones, gracias a los datos aportados por un vagabundo que aparentemente fue amenazado por los mismos. Mientras en tanto los tres ladrones; Cole Pritchard, Krystal Fletcher y Gus, se preparan para su próximo robo, pero no sale como lo planearon, luego de que Cole decidiera asesinar a uno de los guardias y una civil. Este acontecimiento causa grandes conflictos entre los tres, hasta tal punto en el que Gus decide dejar la pandilla, pero tanto Cole como Krystal se lo impiden al asesinarlo.
Mientras en la tienda de especias, Rosalee y Monroe se preparan para llamar a un miembro del consejo Wesen, todo gracias a que el padre y hermano de Rosalee fueron grandes sirvientes del consejo. La Fuchsbau entonces decide utilizar su influencia para reportar que el código ha sido roto. Tras recibir no tan solo la llamada de Rosalee sino un correo de Sean Renard, un miembro del consejo llamado Dee Groots le pide a su ayudante Alexander "encargarse de la situación".    
Nick y Hank consiguen rastrear a Gus, pero al encontrarlo muerto, los dos detectives vuelven a la fábrica abandonada que antes investigaron, lugar donde encuentran a los dos wesen restantes y los atrapan. En la comisaría, Cole y Krystal son asesinados por un hombre desconocido frente a la mirada atónita de todos los policías y un grupo de reporteros. 
En casa de Juliette, la veterinaria se recupera brevemente de sus alucinaciones y consigue llegar a su cuarto, al mismo tiempo que experimenta de visiones más sutiles, aunque su perspectiva cambia un poco cuando está recibe una llamada telefónica y eventualmente escucha una voz que dice: "Solo quiero que sepas la verdad".

## Elenco
- David Giuntoli como Nick Burkhardt.
- Russell Hornsby como Hank Griffin.
- Bitsie Tulloch como Juliette Silverton.
- Silas Weir Mitchell como Monroe.
- Sasha Roiz como el capitán Renard.
- Reggie Lee como el sargento Wu.
- Bree Turner como Rosalee Calvert.

## Producción
La frase tradicional al comienzo del episodio es sacada del relato Los músicos de Bremen, uno de los cuentos de los Hermanos Grimm. 
Aunque su personaje fue mencionado brevemente, Claire Coffee no apareció en el episodio y no fue acreditada.

### Guion
El episodio presentó avances importantes en cuanto a la mitología de la serie al dar una explicación de porque los wesen permanecen ocultos de los seres humanos. En un artículo de Tv Line, el actor Silas Weir Mitchell comentó: 

"El código principal Wesen es: No puedes hacerlo porque todo... el mundo colapsará por ti. Estás desgarrando la realidad del mundo al hacerlo. Incluso si eres un Wesen que le gusta seguir asustando, no lo usas contra normales. Es como matar civiles. Es como ir contra las reglas de la guerra. Está completamente mal".

En el mismo artículo, David Giuntoli prometió más acción que la entregada en el episodio anterior para lo que resta de la segunda temporada:

"Hay un gran tiroteo. Es bastante grande, ruidoso y aterrador".

### Continuidad
- Por fin se revela las motivaciones por la que los wesen se ocultan a la sociedad.
- Hank se entera de la verdadera identidad del capitán Renard.
- Wu ve por primera vez las woge de Wesen, solo que este se convence de que eran máscaras.

## Recepción

### Audiencia
En el día de su transmisión original en los Estados Unidos por la NBC, el episodio fue visto por un total de 4.930.000 de telespectadores. Sin embargo el total de personas que vieron y descargaron el episodio en internet fue de 7.440.000

### Crítica
Kevin McFarland de AV Club le dio a episodio una B en una categoría de la A a la F argumentando: "Viéndolo como un episodio nuevo de la semana, sirve como puente para el resto de la temporada que regresa a los casos episódicos. Pero si el episodio omite la oportunidad de Nick para confrontar a Monroe y Rosalee por haber desafiado su autoridad para proteger a los suyos, entonces están desperdiciando una valiosa oportunidad de generar un conflicto en la que se ha establecido como la más sólida amistad de todo el show."